# إن جي سي 666 (مجرة)
NGC 666 هي مجرة في كوكبة المثلث.